# Chrysemosa commixta
Chrysemosa commixta is een insect uit de familie van de gaasvliegen (Chrysopidae), die tot de orde netvleugeligen (Neuroptera) behoort. 
Chrysemosa commixta is voor het eerst wetenschappelijk beschreven door Tjeder in 1966.